# کوبلان-کوزه
کوبلان-کوزه (به لهستانی:  Kobylany-Kozy) یک روستا در لهستان است که در گمینا پاپروتنگا واقع شده‌است.